# Собеский, Константин Владислав
Константин Владислав Собеский (1 мая 1680, Варшава — 22 июля 1726, Жолква) — польский королевич, младший (третий) сын короля Речи Посполитой Яна III Собеского (1629—1696) и Марии Казимиры д’Аркьен (1641—1716). Старшие братья — королевичи Якуб Людвик и Александр Бенедикт.

## Биография
Родился в Варшаве, столице Речи Посполитой. Константин Владислав получил хорошее образование в соответствии с инструкциями, составленными его отцом в 1685 году. В октябре 1696 года вместе со старшим братом Александром был принят французским королём Людовиком XIV Великим. На аудиенции был представлен как граф Поморянский.
19 января 1698 года Константин вместе со своим братом Александром дал бал в честь прибывшего в Варшаву нового короля Речи Посполитой Августа II Сильного.
В 1697 году по разделу отцовского наследства Константин Владислав Собеский получил во владение Вилянув и Казимировский дворец в Варшаве, а также имения под Жолквой и Креховым.
В 1698 году королевич Константин Собеский участвовал в битве с крымскими татарами под Подгайцами. В октябре того же года вместе с братом Александром сопровождал свою мать во время её поездки в Италию. В ноябре 1698 году они были приняты императором Священной Римской империи Леопольдом I Габсбургом и его супругой Элеонорой Магдаленой Нойбургской. В 1699 году участвовал в принятии от турок-османов крепости Каменец-Подольский.
В марте 1700 года Константин Владислав Собеский выехал в Рим, где в ноябре стал кавалером Ордена Святого Михаила. В декабре получил от французского посла Орден Святого Духа. Здесь произошел скандал, принц познакомился с местными красотками, одну из которых Мария Казимира обвиняла в краже своих драгоценностей.
Во время Северной войны (1700—1721) поддерживал претензии своего старшего брата Якуба Людвика на польский королевский престол. Константин Собеский прибыл в город Олаву в Силезии, откуда через Вроцлав собирался проникнуть в Польшу. 27 февраля 1704 года при выезде из Вроцлава принцы Якуб и Константин Собеские были арестованы солдатами Августа Сильного. Братья были заключены в темницу, где провели два года. После заключения Альтранштедтского мира между Августом II Сильным и шведским королём Карлом XII Якуб и Константин Собеские были освобождены из тюрьмы. Константин Собеский уехал в Нижнюю Силезию, где вступил в роман с Урсулой Любомирской, любовницей Августа Сильного. Летом 1708 года присоединился к Станиславу Лещинскому в Королевской Пруссии.
18 ноября 1708 года в Гданьске женился на Марии Жозефе Вессель (1685—1762), дочери старосты ружанского Станислава Весселя. Эльжбета Сенявская предлагала кандидатуру Константина Собеского на польский престол вместо Августа Сильного. В 1711 году принц Константин принимал в Яворове русского царя Петра I Алексеевича. В 1712 году и во время Тарноградской конфедерации (1715—1716) Константин Собеский выдвинул свою кандидатуру на польский королевский трон, но не смог ничего добиться.
Проживал в городе Вроцлав в австрийской Силезии. В ноябре 1714 года после смерти своего брата Александра унаследовал город Поморяны. В 1718 году продал Подгорецкий замок гетману польному коронному Станиславу Матеушу Ржевускому. В 1720 году Эльжбета Сенявская приобрела у Константина Собеского Вилянув, а польский король Август Сильный купил у него охотничий домик на Маримонте в Варшаве.
Константин Владислав Собеский был похоронен в костёле Святого Лаврентия в Жолкве.